# Физическая реальность
Физическая реальность — философское онтологическое понятие, обозначающее многоуровневую иерархическую систему теоретических объектов, построенную на основе одной или нескольких физических теорий. В отличие от объективной реальности, которая не зависит от любых физических теорий, физическая реальность описывает мир посредством использования понятий, законов и принципов теоретической физики. Понятие физической реальности введено в философию науки А. Эйнштейном. Физическая реальность является обобщенной теоретической моделью физических явлений и процессов, предназначенной для отражения их ненаблюдаемой сущности в форме абстрактных, идеализированных объектов и структур. Представляет собой философское обобщение опыта создания множества физических теорий, указывающее способ, средства и правила развёртывания физических исследовательских программ. Понятие физической реальности стоит в одном ряду с такими понятиями, как физическая картина мира, стиль научного мышления, парадигма научного знания. Соотнесение объектов физической реальности с объективной реальностью происходит на основе физических экспериментов. Физическая реальность разделяется на следующие уровни, взаимосвязанные правилами логического вывода, семантической интерпретацией, операциональными определениями, конвенциями и т. д:
- Высший и наиболее абстрактный уровень. Наиболее фундаментальные концептуальные и математические структуры, являющиеся общими для всех или большой совокупности физических теорий (например, структуры атомистической или теоретико-полевой программ).
- Более низкий, но вместе с тем более содержательный её уровень. Структуры физических принципов инвариантности и симметрии, выделяющие иерархию фундаментальных физических взаимодействий.
- Уровень фундаментальной физической теории. На этом уровне осуществляется описание объективной реальности средствами этой физической теории (например, квантовой физики).
- Уровень прикладных физических теорий и конкретных физических моделей (например, механика сплошных сред, гидродинамика, модели сверхтекучести, сверхпроводимости и т. д.). На этом уровне даются более мелкие детали этого описания.